# Johann Lorenz Bausch
Pour les articles homonymes, voir Bausch.
Johann Lorenz Bausch, Bauschius, est un médecin allemand. Né à Schweinfurt le 30 septembre 1605, il y est mort le 17 novembre 1665.

## Biographie
Johann Lorenz Bausch est issu d'une famille originaire de Kaltennordheim, installée à Schweinfurt depuis 1567. Entre 1615 et 1621, il est élève au lycée de Schleusingen. Il étudie ensuite la médecine avec succès aux universités d'Iéna, Marbourg et Padoue, puis entreprend son Grand Tour en Italie entre 1626 et 1628.
De retour en Allemagne, il étudie à l'université d'Altdorf bei Nürnberg et y effectue son doctorat jusqu'en 1630. Quatre ans plus tard, il s'installe en tant que médecin praticien à Schweinfurt. Peu de temps après, il est appelé à être médecin municipal et, en tant que tel, il est également élu comme conseiller municipal.
Avec ses collègues Johann Michael Fehr, Georg Balthasar Metzger et Georg Balthasar Wohlfahrt, il fonde le 1er janvier 1652 à Schweinfurt une société savante, Academia Naturae curiosorum, qui existe encore sous le nom de Académie allemande des sciences Leopoldina. Il s'agit de l'une des premières associations scientifiques en Europe et la plus ancienne des académies encore en activité au monde. Jusqu'à sa mort, Johann Lorenz Bausch dirige l'académie, depuis sa création, en tant que président. Au sein de l'académie, il se sert du pseudonyme Jason I. L'utilisation de pseudonymes en tant que membre d'une association était à cette époque habituelle et ne tomba en désuétude que vers le milieu du XIXe siècle.
En 1668, il publie avec, entre autres, Johann Michael Fehr et Philipp Jakob Sachs von Löwenheim (de), l'œuvre Schediasma Posthumum De Coeruleo & Chrysocolia à Iéna, chez Trescher (Bibliopolae Vratislav).